# Koinocystis
Koinocystis är ett släkte av plattmaskar. Koinocystis ingår i familjen Koinocystididae.
Kladogram enligt Catalogue of Life och Dyntaxa:
| Koinocystis | \| \| Koinocystis fluvialis \| \| \| \| \| \| Koinocystis lacustris \| \| \| \| \| \| Koinocystis neocomensis \| \| \| \| |
|             | \| \| Koinocystis fluvialis \| \| \| \| \| \| Koinocystis lacustris \| \| \| \| \| \| Koinocystis neocomensis \| \| \| \| |
|             | Axiutelga |
|             | |
|             | Brunetia |
|             | |
|             | Falkla |
|             | |
|             | Getula |
|             | |
|             | Gnosimorhynchus |
|             | |
|             | Groveia |
|             | |
|             | Itaipusa |
|             | |
|             | Leguta |
|             | |
|             | Marirhynchus |
|             | |
|             | Neoutelga |
|             | |
|             | Paratenerrhynchus |
|             | |
|             | Parautelga |
|             | |
|             | Pontaralia |
|             | |
|             | Rhinolasius |
|             | |
|             | Sekerana |
|             | |
|             | Tenerrhynchus |
|             | |
|             | Utelga |
|             | |
|             | Koinocystis fluvialis |
|             | |
|             | Koinocystis lacustris |
|             | |
|             | Koinocystis neocomensis                                                                                                   |
|             | |

|  | Koinocystis fluvialis   |
|  |                         |
|  | Koinocystis lacustris   |
|  |                         |
|  | Koinocystis neocomensis |
|  |                         |